# Jan van den Bundere
Jan van den Bundere, gelatiniseerd Joannes Bunderius (1481 – 8 juni 1557) was een Vlaamse dominicaan, geleerde en auteur. Hij schreef over theologie en bestreed als inquisiteur en predikant de Reformatie.

## Leven
Jan van den Bundere kwam uit de Gentse adel. Zijn gelijknamige vader was in 1479/80 opperdeken van de ambachten. In 1506 trad Jan in bij de dominicanen van zijn geboortestad. Hij ging theologie studeren in hun Leuvense kloosterschool en keerde dan terug naar Gent om lector te worden in die materie. Drie keer werd hij er prior (1529-1537, 1550, 1553) en twee keer in Brugge. Tijdens zijn eerste prioraat richtte hij in 1530 een samenwerkingsverband tussen de Gentse bedelorden op. Zijn orde stelde hem twee keer aan tot definitor van de Nederlandse provincie en in 1540 werd hij algemeen predikant en inquisiteur van het bisdom Doornik (bekrachtigd door paus Paulus III in 1542).
Onder de naam Bunderius publiceerde hij een viertal Latijnse geschriften over geloofszaken. Zijn Compendium dissidii quorundam hereticorum, het vroegste werk van de dominicanen tegen de reformatoren, was conservatief genoeg om de goedkeuring van de theologen van Parijs te bekomen. In de vorm van een dialoog tussen een ketter en een theoloog weerlegde het de voornaamste stellingen van Maarten Luther, Johannes Oecolampadius, Martin Bucer en Philipp Melanchthon, maar ook bepaalde zienswijzen die Erasmus in zijn Enchiridion had verdedigd. Bunderius liet nooit na de verdeeldheid tussen de reformatoren in het licht te stellen, evenals hun schatplichtigheid aan vroegere 'dwaalleren' zoals die van Jan Hus.
In de volkstaal publiceerde hij in 1548 Een schoon ende seer gheleert onderwijs, dat zich onder meer kantte tegen naakt en andere vormen van oneerbaarheid in de beeldende kunst, speciaal de religieuze. Hij vervolgde in 1551 met Delectio nugerum Lutheri, een dialoog tussen Philomathes en Orthodoxus die polemiseerde tegen het lutheranisme. In De vero Christi baptismo (1553) nam hij Menno Simons en de wederdopers op de korrel. Scutum fidei orthodoxae (1556) was opnieuw een Latijnse dialoog, waarin hij een meester opvoerde die aan een leerling de geloofswaarheden en de christenplichten uiteenzette en de opvattingen van de Veluwse predikant Jan Gerritsz. Versteghe ontkrachtte. Dit werkje was opgezet als een abecedarium en verscheen door toedoen van Pieter de Backere (Backerius) ook in het Nederlands onder de titel Den scilt des gheloofs (1557).
Naast zijn geschriften verrichtte Bunderius belangrijk bibliografisch werk, voortbouwend op de dominicaan Willem Vleeschouwer (Carnifex). De Index Carnifex-Bunderius is een handschriftelijke catalogus van codices die voorkwamen in de bibliotheken van de Nederlanden en de buurlanden.

## Publicaties
- Compendium dissidii quorumdam haereticorum atque theologorum (1539)
- Een schoon ende seer gheleert onderwys ghenomen wt de heylighe scriftuere ende wt die heylighe Leeraars hoe Christen menschen gheloouen ende leuen sullen (1548)
- Delectio nugerum Lutheri cum declaratione reritatis catholicae et confutatione dogmatum Lutheranorum (1551)
- De vero Christi baptismo, contra Mennonem, anabaptistorum principem (1553)
- Scvtvm fidei orthodoxæ adversvs venenosa tela Ioannis Anastasij Veluani, fidem, Sacramenta, ritumq[ue] ecclesiasticum explodere contendentis (1556)

## Voetnoten
1. ↑  P. Lehmann, "Quellen zur Feststellung und Geschichte mittelalterlicher Bibliotheken, Handschriften und Schriftsteller" in: Erforsching des Mittelalters. Ausgewählte Abhandlungen und Aufsätze, ed. P. Lehmann, vol. 1, 1941, p. 317-319